# جزيرة تافلكوت الصغيرة
جزيرة تافلكوت الصغيرة (بالإنجليزية: tafalqoute Islet)‏ هي جزيرة صغيرة تقع في البحر الأبيض المتوسط على بعد 3 كم بتحليق طائر جنوب غرب مدينة العوانة بولاية جيجل الواقعة شمال شرق الجزائر، تبلغ مساحة الجزيرة حوالي 0.3 هكتار.